# Jordi Meeus
Jordi Meeus (* 1. července 1998) je belgický profesionální silniční cyklista jezdící za UCI WorldTeam Red Bull–Bora–Hansgrohe.

## Hlavní výsledky
2016
2. místo Omloop der Vlaamse Gewesten
4. místo Guido Reybrouck Classic
6. místo Ronde van Vlaanderen Juniores
9. místo Kuurne–Brusel–Kuurne Juniors
2018
vítěz Gooikse Pijl
6. místo Ronde van Midden-Nederland
7. místo Dorpenomloop Rucphen
Olympia's Tour
10. místo celkově
2019
3. místo Gylne Gutuer
Národní šampionát
4. místo silniční závod do 23 let
6. místo Memorial Van Coningsloo
10. místo Slag om Norg
2020
Národní šampionát
 vítěz silničního závodu do 23 let
Czech Cycling Tour
 vítěz bodovací soutěže
vítěz etap 2 a 3
Giro Ciclistico d'Italia
vítěz 6. etapy
2. místo Paříž–Tours Espoirs
4. místo Gooikse Pijl
4. místo Ster van Zwolle
5. místo Antwerp Port Epic
Mistrovství Evropy
7. místo silniční závod do 23 let
10. místo Dorpenomloop Rucphen
2021
vítěz Paříž–Bourges
Tour de Hongrie
vítěz 2. etapy
2. místo Eurométropole Tour
2. místo Grand Prix de Denain
3. místo Gooikse Pijl
Národní šampionát
4. místo silniční závod
4. místo Nokere Koerse
2022
vítěz Primus Classic
Tour of Britain
vítěz 5. etapy
Národní šampionát
2. místo silniční závod
5. místo Paříž–Bourges
6. místo Omloop van het Houtland
8. místo Gooikse Pijl
2023
vítěz Circuit de Wallonie
Tour de France
vítěz 21. etapy
2. místo Heistse Pijl
3. místo Vuelta a Murcia
3. místo Clásica de Almería
3. místo Brussels Cycling Classic
3. místo Paříž–Bourges
7. místo Milán–Turín
8. místo Kuurne–Brusel–Kuurne
2024
8. místo Clásica de Almería
3. místo Gent–Wevelgem
8. místo Paříž–Roubaix
Kolem Norska
vítěz 3. etapy
Tour de Wallonie
vítěz 1. etapy
2025
9. místo Gent–Wevelgem
Volta ao Algarve
 vítěz bodovací soutěže
vítěz 3. etapy

### Výsledky na Grand Tours
| Grand Tour      | 2021 | 2022 | 2023 | 2024 |
| --------------- | ---- | ---- | ---- | ---- |
| Giro d'Italia   | —    | —    | —    | —    |
| Tour de France  | —    | —    | 139  | —    |
| Vuelta a España | 139  | —    | —    | —    |

| —   | Nezúčastnil se |
| DNF | Nedokončil     |

### Kritéria
2023
2. místo Down Under Classic